# Bulford Kiwi

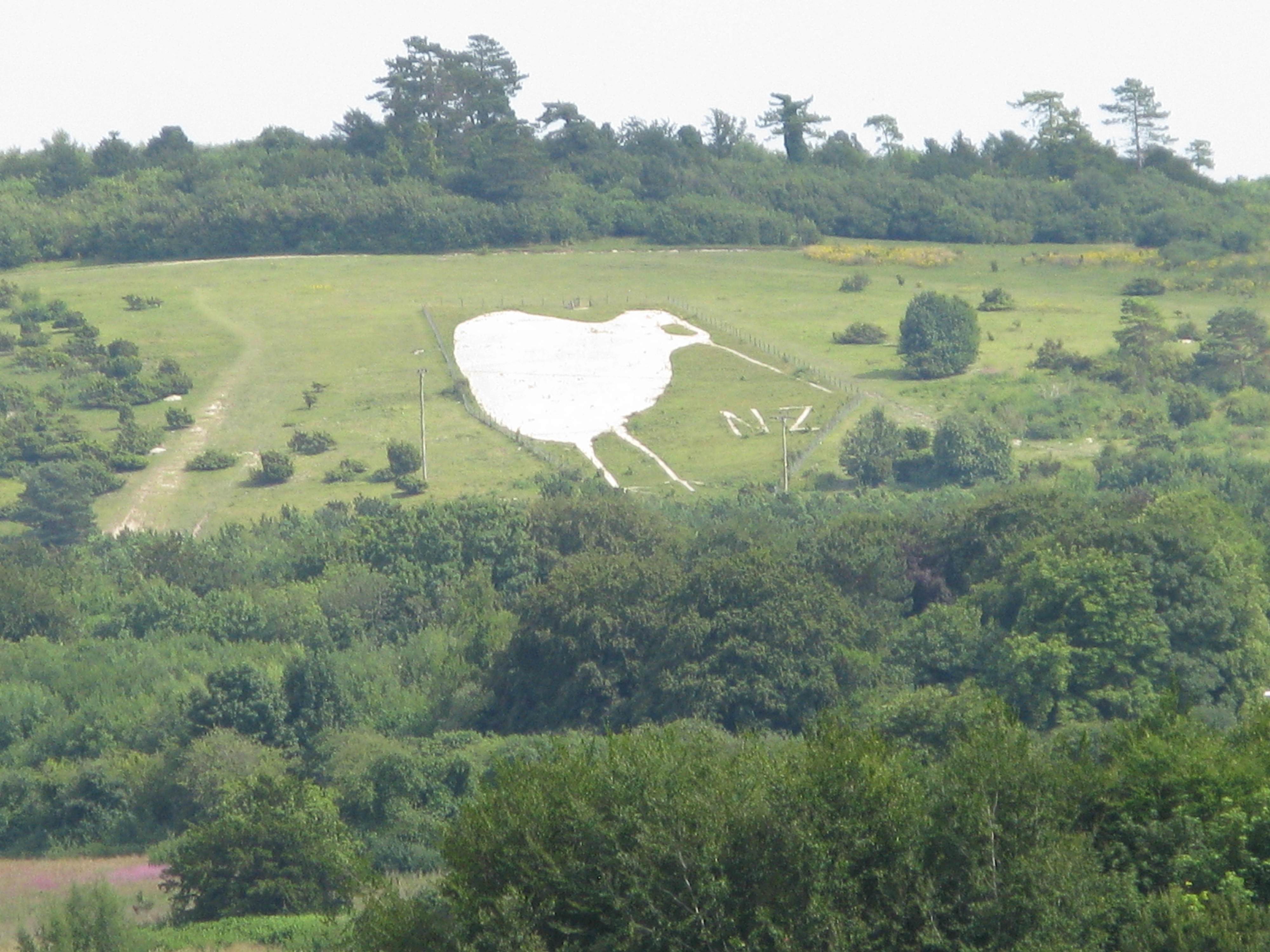
Wizerunek Bulford Kiwi (kwiecień 2013 roku)

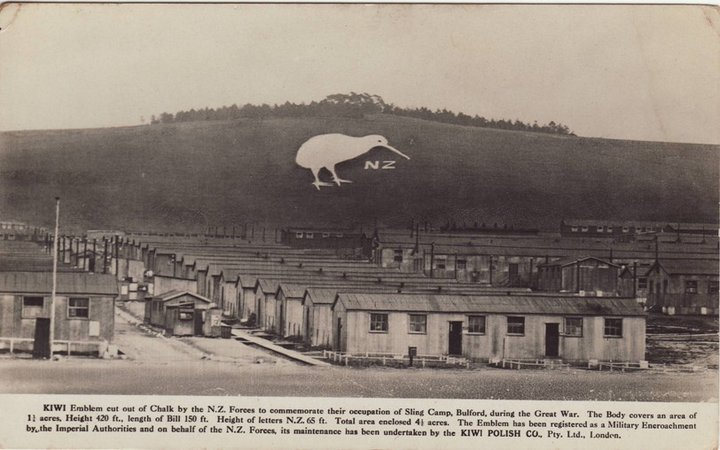
Bulford Kiwi na pocztówce z około 1919 roku

Bulford Kiwi – duży wizerunek ptaka kiwi wykuty w kredzie na wzgórzu Beacon Hill powyżej wsi Bulford na równinie Salisbury Plain w hrabstwie Wiltshire (Anglia). Wizerunek ptaka został wykonany w 1919 roku przez nowozelandzkich żołnierzy z New Zealand Expeditionary Force. W 2017 roku obiekt został zaliczony do brytyjskiej kategorii dziedzictwa – scheduled monument.

## Historia
Wizerunek ptaka kiwi został wykonany na wzgórzu powyżej wojskowego obozu Sling Camp na skraju równiny Salisbury Plain w hrabstwie Wiltshire. Wizerunek został wykonany przez nowozelandzkich żołnierzy z New Zealand Expeditionary Force w 1919 roku, którzy po zakończeniu I wojny światowej oczekiwali na powrót do Nowej Zelandii. Obóz Sling Camp był głównym obozem treningowy dla sił nowozelandzkich w Anglii przed ich rozmieszczeniem na froncie. 
Kredowy wizerunek ptaka kiwi został wykonany przez żołnierzy z batalionów Canterbury, Otago i Wellington pod dowództwem kapitana Harry'ego Clarke. Wizerunek ptaka kiwi został zaprojektowany przez sierżanta majora Percy Blenkarne, instruktora rysunku na podstawie okazu z Muzeum Brytyjskiego w Londynie. Prace nad wizerunkiem ptaka trwały od kwietnia do czerwca 1919 roku. W trakcie prac żołnierze usunęli 30 cm wierzchniej warstwy gleby zastępując ją kredowymi kamykami. 
Po zamknięciu obozu wojskowego Sling Camp wizerunek ptaka kiwi uległ zarośnięciu. W 1980 roku ptak kiwi został oczyszczony z zarośli przez żołnierzy z 249. Signal Squadron i od tego czasu wizerunek podawany jest okresowym pracom konserwacyjnym.

## Wymiary
Wizerunek ptaka kiwi mierzy 127 m wysokości od pazurów do czubka głowy. Dziób ptaka mierzy 45 m długości. Litery „N Z” umiejscowione przy ptaku mają 20 m długości. 